# Assiomi per l'uguaglianza
Gli assiomi per l'uguaglianza sono un insieme di assiomi che possono far parte di una teoria del primo ordine allo scopo di formalizzare tutte le normali deduzioni che in matematica si fanno con la relazione di uguaglianza. Se il ruolo di "uguaglianza" nella teoria è svolto dal simbolo di relazione binaria {\displaystyle E} allora gli assiomi per l'uguaglianza per {\displaystyle E} sono i seguenti:

(U1) {\displaystyle \forall xE(x,x)}
(U2) la chiusura universale di
{\displaystyle E(t_{k},u)\rightarrow E(f(t_{1},...,t_{k},...,t_{n}),f(t_{1},...,u,...,t_{n}))}
per tutte le possibili scelte di termini {\displaystyle u,t_{1},..,t_{n}} e di simboli per funzioni {\displaystyle n}-arie {\displaystyle f}
(U3) la chiusura universale di
{\displaystyle E(t_{k},u)\rightarrow (R(t_{1},...,t_{k},...,t_{n})\leftrightarrow R(t_{1},...,u,...,t_{n}))}
per tutte le possibili scelte di termini {\displaystyle u,t_{1},...,t_{n}} e di simboli per relazioni {\displaystyle n}-arie {\displaystyle R}

L'assioma (U1) esprime la proprietà riflessiva dell'uguaglianza. (U2) e (U3) sono schemi di assiomi che includono una quantità infinita di assiomi. (U2) esprime il fatto che se due termini distinti denotano due oggetti che sono uguali allora sono uguali anche i valori delle funzioni che vengono calcolate sostituendo un oggetto con l'altro. Lo schema (U3) esprime il fatto che se due termini denotano oggetti uguali allora sostituendo in una relazione un termine con l'altro si ottengono enunciati logicamente equivalenti.
Una teoria del primo ordine che includa gli assiomi per l'uguaglianza è chiamata teoria del primo ordine con uguaglianza. In questo tipo di teorie si è soliti usare per l'uguaglianza il simbolo di relazione "=".

## Semantica
Per avere un modello degli assiomi per l'uguaglianza non è necessario interpretare il simbolo di relazione binaria E come relazione di uguaglianza: gli assiomi sono verificati anche se il simbolo E è interpretato come una relazione di equivalenza. Un modello degli assiomi in cui l'interpretazione di E è l'uguaglianza è detto modello normale.